# Pest in Wien

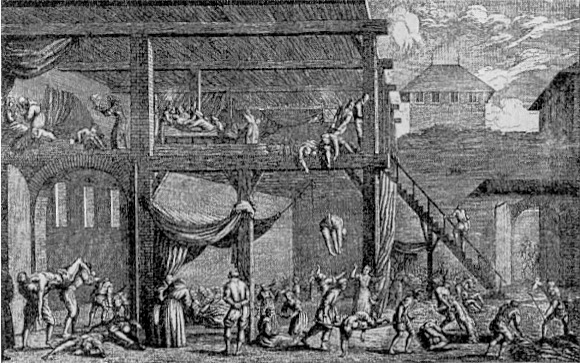
Ein Pestkrankenhaus zur Zeit der Pandemie (zeitgenössischer Stich nach einem Entwurf von Lodovico Ottavio Burnacini)

Die Große Pest von Wien war eine Pestepidemie, der 1679 in Wien vermutlich rund 12.000 Menschen zum Opfer fielen. Zeitgenössische Berichte bezifferten die Anzahl der Toten mit 70.000 bis 120.000. Schriftlich nachweisbar sind rund 8.000 Tote, was allerdings nur als Untergrenze betrachtet werden kann. Neben der Epidemie von 1679 gab es in Wien noch besonders opferreiche Pestepidemien in den Jahren 1349, 1541 (ein Drittel der Bewohner von Wien starb), 1588 und 1713/14 (9000 Tote in Wien).

## Geschichte
Ein erster Ansteckungsfall wurde von dem später als Pestarzt von Wien bekannt gewordenen Paul de Sorbait bereits 1678 beobachtet, man glaubte ihm aber nicht. Das führte dazu, dass in der ersten Jahreshälfte 1679 das übliche gesellschaftliche Leben in Wien weiterging und keinerlei Sicherheitsmaßnahmen getroffen wurden bzw. das Auftreten der Krankheit verschleiert wurde. Weitere Krankheitsfälle traten in der Leopoldstadt auf und breiteten sich von dort mit dem Voranschreiten der warmen Jahreszeit schnell über den gesamten Siedlungsraum Wien aus. 
Die Situation zu Beginn des Seuchenausbruchs wurde vom bekannten Prediger Abraham a Sancta Clara mit den Worten kritisiert „… die laidige Sucht/ welche schon lang her unter dem Titul hitziger Krankheit von Gewissens losen Leuthen verhüllt/ endlichen in ein allgemeine giftige Contagion ausgebrochen …“
Während die durch Paul de Sorbait vorgeschlagenen Hygienemaßnahmen zunächst weitgehend unbeachtet blieben, wurde die Pest auch als göttliche Heimsuchung wahrgenommen: So rief der katholische Prediger Abraham a Sancta Clara in seiner Schrift Merck's Wienn! Das ist: des wüthenden Tods umständige Beschreibung (1680) die Menschen zu Buße und Gebet auf. Obwohl es nach der Vertreibung der Wiener Juden 1670 zu dieser Zeit gar keine Juden in Wien gab, machte der Autor in diesem Pamphlet Hexen und Juden für die Epidemie verantwortlich.
Die Pest wird durch das Bakterium Yersinia pestis verursacht und vor allem durch Flöhe übertragen, welche von Nagetieren, besonders Ratten, in die menschlichen Wohnungen gelangen. Gründe für den Ausbruch waren die dichte Besiedelung des Stadtgebiets und die mangelnde Hygiene. 
Mit der Pest wurde auch der Straßenmusikant Augustin berühmt, mit dem das Lied O du lieber Augustin! in Verbindung gebracht wird.
Nach dem Abklingen der Pest wurde die Wiener Pestsäule errichtet, die für zahlreiche Pest- und Dreifaltigkeitssäulen im Gebiet der gesamten Habsburgermonarchie stilbildend wirkte.